# Paolo Alfonso Farinet
Paolo Alfonso (Paul-Alphonse) Farinet (Aosta, 22 luglio 1893 – Aosta, 6 luglio 1974) è stato un politico italiano, unico deputato della Valle d'Aosta per la Democrazia Cristiana nella prima e nella seconda legislatura.

## Biografia
Ultimo figlio di Jean Farinet, ex sindaco di Aosta (1919-1923), e di Léonie Lallier, è stato l'ultimo rappresentante di una dinastia di importanti uomini politici valdostani originaria dell'alta valle del Gran San Bernardo, in particolare di Saint-Rhémy-en-Bosses, insieme con i suoi tre fratelli, i più importanti dei quali sono stati François (1854-1913) e Jean-Antoine (1843-1923).
Laureatosi in legge, aderisce alla Ligue Valdôtaine di Anselme Réan e al Partito Popolare Italiano. Discepolo di Jean-Joconde Stévenin, aiuta Luigi Einaudi a fuggire in Svizzera. È accolto a più riprese da amici a By, presso Ollomont. Prende la via dell'esilio nel novembre 1944, al suo ritorno dopo la liberazione è eletto Deputato per la Valle d'Aosta per la Democrazia Cristiana dal 1948 al 1958.
Grande promotore della realizzazione del Traforo del Monte Bianco, è presidente della società italiana del Traforo dal 1960 al 1972.